# 데이비 보이 스미스 주니어
데이비드 하트 스미스(David Hart Smith, 1985년 8월 2일 ~ )는 캐나다의 프로레슬링선수이다. WWE시절에는 DH 스미스(DH Smith)라는 링 네임을 사용하였고, 현재 신일본 프로레슬링과 GFW에서 사용 중인 닉네임은 데이비 보이 스미스 Jr이다. 본명은 해리" 스미스(Harry Smith)다.

## 신체 사항
- 키 196cm
- 몸무게 120kg

## 수상
- WWE
  - WWE 태그팀 챔피언 (구 버전) 1회 - 타이슨 키드(1회)
  - WWE 월드 태그팀 챔피언 (구 버전) 1회(마지막 챔피언) - 타이슨 키드(1회)

- 신일본 프로레슬링
  - IWGP 태그팀 챔피언 3회 - 랜스 아처(3회)

- NWA
  - NWA 월드 태그팀 챔피언 2회 - 랜스 아처(2회)

- 링 카 킹(Ring Ka King)
  - RKK 태그팀 챔피언 1회 - 차보 게레로 (1회)

- 레지스탕스 프로레슬링
  - 레지스탕스 프로레슬링 챔피언 1회

## 같이 보기
- 더 하트 다이너스티
- 나탈리아 나이드하트
- 타이슨 키드